# Bernard S-72
Dimensions
Le Bernard S-72 est un avion de course réalisé en France en 1930 par la Société des Avions Bernard.